# Çinili Köşk
Çinili Köşk (izg. činili köšk, slovensko Poploščeni paviljon) je s keramičnimi ploščicami obložen paviljon v carigrajski cesarski palači Topkapi Saraj. Napis nad glavnim vhodnimi vrati kaže, da je bil zgrajen leta 1472. Zgradil ga je sultan Mehmed II. Osvajalec kot palačo oziroma paviljon užitka. Paviljon stoji na najbolj oddaljenem delu palače ob parku Gülhane. Imenoval se je tudi Glazirani paviljon (Sırça Köşk).
Paviljon je od leta 1875 do 1891 služil kot Cesarski muzej (osmansko turško Müze-i Hümayun‎, turško İmparatorluk Müzesi). Leta 1953 je bil odprt za javnost in kasneje vključen v carigrajske arheološke muzeje kot Muzej islamske umetnosti. V muzeju je veliko primerov izniških ploščic in seldžuške lončenine.

## Arhitektura
Paviljon ima obliko grškega križa in dve nadstropji. Zaradi strmega pobočja je s prednje stani vidno samo gornje nadstropje. Zunanjost iz glazirane opeke kaže ja srednjeazijski vpliv, predvsem na mošejo Bibi Kanum v Samarkandu. Kvadratna oblika paviljona predstavlja štiri strani neba in hkrati simbolizira univerzalno avtoriteto in suverenost osmanskega sultana. Ker ni na paviljonu nobenega bizantinskega vpliva, se stavba pripisuje neznanemu perzijskemu arhitektu. S kamnom uokvirjena opeka in poligonalni stebri na pročelju paviljona so tipično perzijski. Vhod v spodnje nadstropje zapirajo rešetkasta vrata, na gornjo pokrito teraso s kolonado pa vodi zavito stopnišče. Portik je bil obnovljen v 18. stoletju. Na sredi so velika vrata z obokom, obloženim s zelenimi ploščicami, ki vodijo v preddverje in od tam na obsežno dvorišče. V ozadju so trije cesarski apartmaji.
Iz apartmajev je razgled na park nad Bosporjem. Mreža rebrastih obokov namiguje na gotsko arhitekturo, čeprav oboki niso nosilni ampak okrasni. Modro-bele ploščice na steni so razporejene v obliki šesterokotnikov in trikotnikov, značilnih za Burso. Na nekaterih ploščicah so bili zapleteni vzorci cvetic, listov, oblakov in drugih abstraktnih oblik. Bele štukature in ivana so značilno perzijski. 
- V paviljonu je zbirka islamske umetnosti
- Pročelje paviljona
- Vhod (detajl)
- Vodnjak
- Izniški enobarvni krožnik
- Izniški enobarvni krožnik
- Izniški enobarvni krožnik
- Izniška enobarvna mošejska svetilka
- Izniška enobarvna mošejska svetilka
- Večbarvna mošejska svetilka
- Večbarvna mošejska svetilka
- Izniški večbarvni krožnik
- Večbarvna ploščica
- Večbarvna izniška ploščica
- Večbarvna izniška ploščica
- Detajl
- Çanakkalska posoda
- Çanakkalska posoda

- Vhod (detajl)
- Večbarvna mošejska svetilka
- Izniška enobarvna mošejska svetilka
- Mihrab